# Encyclopédie de Chine
L'Encyclopédie de Chine (chinois : 中国大百科全书 ; pinyin : Zhōngguó Dà Bǎikē Quánshū ; litt. « China Great Encyclopedia ») est la première grande encyclopédie moderne en mandarin. L'entreprise éditoriale commence en 1978. Publiée par l'Encyclopedia of China Publishing House, l'encyclopédie paraît au rythme de un volume à la fois à partir de 1980 avec un volume consacrée à l'astronomie; Le dernier volume paraît en 1993. L'encyclopédie compte 74 volumes comprenant plus de 80 000 entrées. Classées par sujets, qui se montent à 66 (certains sujets occupent plus d'un volume), au sein de chaque sujet, les entrées sont organisées par pinyin comme le sont nombre de dictionnaires chinois modernes.
Une version CD-ROM et une version en ligne par abonnement sont également disponibles. Une seconde édition, plus concise, est publiée en 2009.

## Source de la traduction
- (en) Cet article est partiellement ou en totalité issu de l’article de Wikipédia en anglais intitulé « Encyclopedia of China » (voir la liste des auteurs).